# Cnebba
Cnebba var konge over Mercia fra 535-554.
Cnebba var Icel af Mercias eneste søn. Han fik en søn ved navn Cynewald, der overtog tronen fra ham og regerede fra ca. 554-584.
Det er blevet foreslået at landsbyen Knebworth har navn efter Cnebba da Ickleton er opkaldt efter Icel af Mercia.
En "Cnebba" nævnes i den Angelsaksiske Krønike i året 568, men det er uvist om denne person er den samme som Cnebba af Mercia:
 Her kæmpede Ceawlin og Cutha mod Æthelberht og drev ham ind i Kent; og de dræbte to ealdormen, Oslaf/Oslac og Cnebba, på Wibba's Mount